# Finale della Coppa delle Coppe 1983-1984
La finale della 24ª edizione della Coppa delle Coppe UEFA è stata disputata il 16 maggio 1984 al St. Jakob Stadium di Basilea tra Juventus e Porto. All'incontro hanno assistito circa 60 000 spettatori. La partita, arbitrata dal tedesco orientale Adolf Prokop, ha visto la vittoria per 2-1 del club italiano.

## Il cammino verso la finale
La Juventus di Giovanni Trapattoni esordì contro i polacchi del Lechia Danzica, facilmente battuti con un ampio scarto complessivo di 10-2. Più probante si rivelò l'impegno degli ottavi di finale contro i francesi del Paris Saint-Germain, superati grazie alla regola dei gol fuori casa in virtù del 2-2 di Parigi e del successivo pareggio a reti inviolate di Torino. Ai quarti i Bianconeri affrontarono la sorpresa dell'edizione, i finlandesi dell'Haka, battendoli col risultato di 1-0 sia all'andata sia al ritorno. Nella semifinale contro gli inglesi del Manchester Utd, dopo l'1-1 dell'Old Trafford, la Juventus guadagnò l'accesso alla finale con il 2-1 nel retour match del Comunale, in una partita thrilling risolta dai padroni di casa sullo scoccare del 90'.

Paolo Rossi scocca il tiro che al 90' decise la semifinale di ritorno contro il e qualificò la Juventus alla finale di Basilea.

Il Porto di António Morais iniziò il cammino europeo contro la Dinamo Zagabria, passando il turno grazie alla regola dei gol in trasferta, in virtù della sconfitta per 2-1 in Jugoslavia e della vittoria per 1-0 in Portogallo. Agli ottavi gli scozzesi dei Rangers furono estromessi con la stessa modalità del turno precedente. Ai quarti di finale i Dragões affrontarono i sovietici dello Šachtar battendoli con un risultato complessivo di 4-3. In semifinale il Porto affrontò nuovamente una squadra scozzese, i campioni in carica dell'Aberdeen, battendola col risultato di 1-0 sia nell'andata all'Estádio das Antas sia nel ritorno al Pittodrie.

## La partita
A Basilea va in scena la sfida tra la Juventus, alla sua seconda finale europea consecutiva dopo quella di Coppa dei Campioni, e data ampiamente per favorita dai pronostici della vigilia, e il Porto, al contrario giunto tra alti e bassi alla prima finale confederale della sua storia.
Tutto succede nel primo tempo. Il Porto cominciò difendendosi a zona, chiudendo gli spazi tra la retroguardia e il centrocampo, proteggendo le fasce laterali per bloccare gli inserimenti principalmente di Cabrini e Vignola. Al 13' quest'ultimo, servito da Platini a centrocampo, parte palla al piede poco oltre la metà campo, e una volta arrivato senza pressione avversaria al limite dell'area lusitana, con un sinistro a incrociare dalla distanza infila l'incerto Zé Beto portando in vantaggio i Bianconeri. Un minuto prima della mezz'ora, alla prima vera sortita offensiva dei Dragões, António Sousa trova il momentaneo pareggio, ricevendo la sfera al termine di uno scambio tra Gomes e Frasco, e lasciando partire di prima intenzione un tiro a effetto dalla lunetta dell'area di rigore che, rimbalzando a terra, mette fuori causa Tacconi.

Lo juventino Beniamino Vignola fu protagonista della finale con un gol e un assist.

La situazione di parità dura appena una decina di minuti. Già al 39', sugli sviluppi di un calcio d'angolo, Boniek potrebbe riportare avanti i torinesi, ma la sua conclusione a botta sicura, dopo un'uscita a vuoto di Zé Beto, è respinta da Lima Pereira. Tuttavia due minuti dopo è lo stesso polacco, pescato in area da un lancio di Vignola – riserva "di lusso" di Platoche nelle gerarchie bianconere, ma emerso tra i migliori elementi della Vecchia Signora in questo finale di stagione –, a controllare, resistendo alla pressione di João Pinto e di un ancora incerto Zé Beto in uscita, e depositare in rasoterra il pallone del 2-1: l'estremo difensore portoghese protesta per un presunto fallo dello juventino, non ravvisato dall'arbitro tedesco-orientale Prokop.
Prima della fine del tempo c'è ancora spazio per la più nitida occasione del Porto per tornare sul pari, ma Tacconi è autore di un doppio intervento da applausi prima su Gomes e poi su Pacheco. Nella seconda frazione, giocata sotto una pioggia battente, al 55' Lima Pereira commette un fallo da rigore su Platini, non sanzionato da Prokop per la norma del vantaggio, ma la successiva conclusione di Brio a tu per tu con Zé Beto viene sventata.
Con il passare dei minuti i lusitani aumentano gli sforzi alla ricerca del pareggio, mettendo sotto pressione la retroguardia italiana (decisivo in questa fase un salvataggio di Tardelli su Vermelhinho) senza però riuscire a scardinarla; dall'altra parte, la Juventus contiene gli attacchi avversari giocando prettamente di rimessa. All'82' l'arbitro giudica involontario un tocco di mano in area di Scirea, mentre tre minuti dopo i piemontesi falliscono l'occasione per chiudere la gara, con Rossi il quale, imbeccato da Boniek, si fa respingere la prima conclusione da Zé Beto e poi sul favorevole rimpallo non riesce a trovare la porta. La situazione non cambia fino al triplice fischio, quando il capitano Scirea solleva la prima e unica Coppa delle Coppe della squadra bianconera, vinta inoltre da imbattuta nell'arco dell'edizione.

## Tabellino
| Arbitro: | Adolf Prokop |

|                        |           |           |
| Vignola 13’ Boniek 41’ | Marcatori | 29’ Sousa |

| Juventus | Porto |

| POR                 | 1  | Stefano Tacconi   |     |     |
| DIF                 | 2  | Claudio Gentile   |     |     |
| DIF                 | 5  | Sergio Brio       |     |     |
| DIF                 | 6  | Gaetano Scirea    |     |     |
| DIF                 | 3  | Antonio Cabrini   |     |     |
| CEN                 | 8  | Marco Tardelli    |     |     |
| CEN                 | 4  | Massimo Bonini    |     |     |
| CEN                 | 7  | Beniamino Vignola |     | 89’ |
| CEN                 | 10 | Michel Platini    | 88’ |     |
| ATT                 | 9  | Paolo Rossi       |     |     |
| ATT                 | 11 | Zbigniew Boniek   |     |     |
| Sostituzioni:       |    |                   |     |     |
| DIF                 | 13 | Nicola Caricola   |     | 89’ |
| Allenatore:         |    |                   |     |     |
| Giovanni Trapattoni |    |                   |     |     |

| POR            | 1  | Zé Beto              |     |     |
| DIF            | 2  | João Pinto           |     |     |
| DIF            | 4  | António Lima Pereira | 81’ |     |
| DIF            | 5  | Eurico Gomes         |     |     |
| DIF            | 3  | Eduardo Luís         | 58’ | 82’ |
| CEN            | 10 | Jaime Pacheco        |     |     |
| CEN            | 8  | António Sousa        |     |     |
| CEN            | 7  | António Frasco       |     |     |
| ALA            | 6  | Jaime Magalhães      |     | 64’ |
| ALA            | 11 | Vermelhinho          |     |     |
| ATT            | 9  | Fernando Gomes       |     |     |
| Sostituzioni:  |    |                      |     |     |
| CEN            | 16 | José Alberto Costa   |     | 82’ |
| ATT            | 15 | Mickey Walsh         |     | 64’ |
| Allenatore:    |    |                      |     |     |
| António Morais |    |                      |     |     |